# Antonio Venier
Antonio Venier (1330 circa – Venezia, 23 novembre 1400) è stato il 62º doge della Repubblica di Venezia.
Fu noto per esser uomo incorruttibile e di rigidissima disciplina. Nel periodo in cui fu doge, l'economia veneziana si risollevò e divenne particolarmente florida. Fu adottata una proficua politica di alleanze che permise alla repubblica di espandersi nell'entroterra veneto. Negli ultimi anni del suo dogado vi furono i primi scontri tra i veneziani e l'Impero ottomano, che aveva già cominciato a conquistare territori in Europa e nei decenni successivi avrebbe contrastato il dominio veneziano in Oriente.

## Vita
Figlio di Nicolò, nacque attorno al 1330, epoca d'oro per la repubblica mercantile di Venezia.
Non vi sono notizie precise sulla sua gioventù e gli unici dati certi che si possono ricavare sono quelli derivanti dallo status della sua famiglia: era di nobiltà recente e non poteva accampare antenati prestigiosi e, quindi, neppure alleanze politiche di un certo spessore. Si sposò con Agnese da Mosto da cui ebbe almeno un figlio, Alvise.
Da quanto si può comprendere studiando la storia delle sue origini si può immaginare come l'unica strada da lui percorribile per emergere fosse quella della carriera militare. Si distinse nel corso delle guerre contro Genova e, attorno al 1380, giunse al grado di provveditore nella fortezza di Tenedo. Nel 1381, alla vigilia della sua elezione a doge, fu inviato con il grado di capitano a Creta. Le fonti narrano della sua rigidità nel giudizio e gli eventi che caratterizzarono il suo dogado lo confermano.

## Il Dogado
Alla morte del suo predecessore Michele Morosini, nell'ottobre 1382, Venezia pareva allo sbando: era appena uscita da una gravosa e sanguinosa guerra che aveva visto il nemico alle porte della città, molti cittadini erano rovinati, le vie commerciali interrotte, l'erario in dissesto ed era scoppiata la peste. In questa tragica situazione molti nobili concorsero per ottenere il dogado, sempre molto ambito. Il numero eccessivo di candidati impedì loro di essere eletti e si decise quindi di scegliere una persona "fuori dai giochi". Fu così che il Venier si ritrovò doge il 21 ottobre 1382 nella sorpresa generale e di lui stesso, che lo venne sapere mentre era a Creta e poté rientrare solo tre mesi dopo.

### Politica interna
Dopo gli entusiasmi iniziali la situazione si palesò molto difficile ma il Venier dimostrò tutta la sua forza d'animo ed il carattere che lo aveva contraddistinto. Durante i diciotto anni del suo dogado vi furono acque alte straordinarie, due pestilenze, numerosi incendi e disgrazie di vario tipo che non lo piegarono mai. Si mostrò deciso sia nelle vicende di governo che in ambito familiare, particolarmente verso il figlio Alvise, il quale fu imprigionato nel 1388 dopo essersi reso protagonista di adulterio con successiva derisione del marito tradito. Ammalatosi gravemente, venne lasciato morire in carcere senza che il padre gli concedesse la grazia. Molti approvarono questo simbolo di giustizia estrema e lo presero a modello, altri lo criticarono considerandolo un eccesso degno più di pazzia che di vera giustizia.
Dopo i patimenti subiti da Venezia durante la guerra di Chioggia, sotto il dogado di Venier la città trascorse un periodo di pace che portò prosperità economica. Il doge risanò i debiti della repubblica e fece ripristinare i commerci, con grande beneficio per l'intera popolazione. Tra le leggi che emanò, vi fu il divieto per i forestieri di stabilirsi e procurarsi rendite a Venezia senza il permesso dell'amministrazione. Dispose che la cittadinanza fosse concessa ai forestieri solo dopo 15 anni di permanenza in città. Nei suoi ultimi anni di vita nacquero contrasti tra diverse fazioni dell'aristocrazia cittadina, Venier fece invano del suo meglio per riconciliare le parti e l'insuccesso contribuì a minare la sua salute.

### Politica estera

#### In Friuli e Val Padana

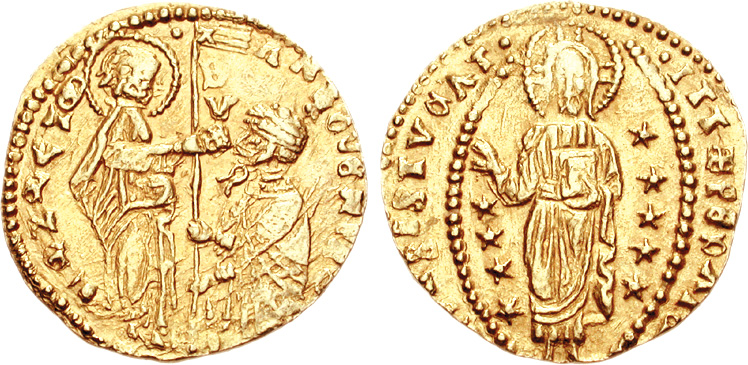
Zecchino di Antonio Venier (1382)

Nei primi anni del suo dogado, Venezia visse un periodo di grandi difficoltà al suo interno e all'esterno che non erano state risolte con la fine della guerra di Chioggia e nelle quali Venier seppe destreggiarsi stringendo e rompendo alleanze con le più potenti signorie di quel periodo nella regione. Dopo la pace siglata a Torino l'8 agosto 1381, i Carraresi di Padova erano rientrati in possesso di alcuni diritti ceduti a Venezia nel 1373 ed avevano ottenuto il permesso di fortificare le frontiere. Nel 1383 comprarono inoltre dal duca d'Austria Leopoldo III d'Asburgo Feltre, Belluno, Ceneda e soprattutto Treviso, che nel 1380 i veneziani avevano ceduto per evitare che cadesse in mano ai padovani.
La situazione per Venezia peggiorò quando Francesco I da Carrara si schierò nella guerra di successione al patriarcato di Aquileia al fianco del patriarca e del Regno d'Ungheria attaccando nel febbraio 1385 i ribelli di Udine, che quello stesso mese si unirono a Venezia e in maggio agli Scaligeri di Verona. Le due città vedevano con preoccupazione l'espansione padovana, in particolare Venezia, che si vedeva tagliati i commerci con il nord. L'intervento scaligero portò in agosto i Carraresi ad allearsi in funzione anti-veronese con il signore di Milano Gian Galeazzo Visconti, aprendo un fronte occidentale del conflitto, mentre in Friuli si combatterono diverse battaglie che non alterarono gli equilibri tra le forze coinvolte e portarono a una fase di stallo.
Il conflitto tra Verona e Padova riprese all'inizio del 1387 con due grandi battaglie alle porte delle due città che furono vinte dalle truppe carraresi ma determinarono l'indebolimento di entrambe le signorie. La sconfitta di Castagnaro segnò la fine dell'egemonia degli Scaligeri; i Carraresi concordarono quindi la spartizione dei territori veronesi con Visconti, che non mantennero le promesse e oltre a conquistare Verona tennero per sé anche Vicenza, a quel tempo facente parte della signoria veronese e promessa a Francesco I da Carrara. La signoria padovana rimase isolata e tentò di venire a patti in funzione anti-milanese con il doge Venier, che firmò invece un trattato di alleanza con Visconti il 29 maggio 1388, in virtù del quale le operazioni militari dei milanesi contro Padova furono finanziate dai veneziani. Le truppe viscontee travolsero le difese padovane, Francesco I si vide costretto a rinunciare alla signoria in favore del figlio Francesco Novello e si trasferì a Treviso prima di consegnarsi al nemico.

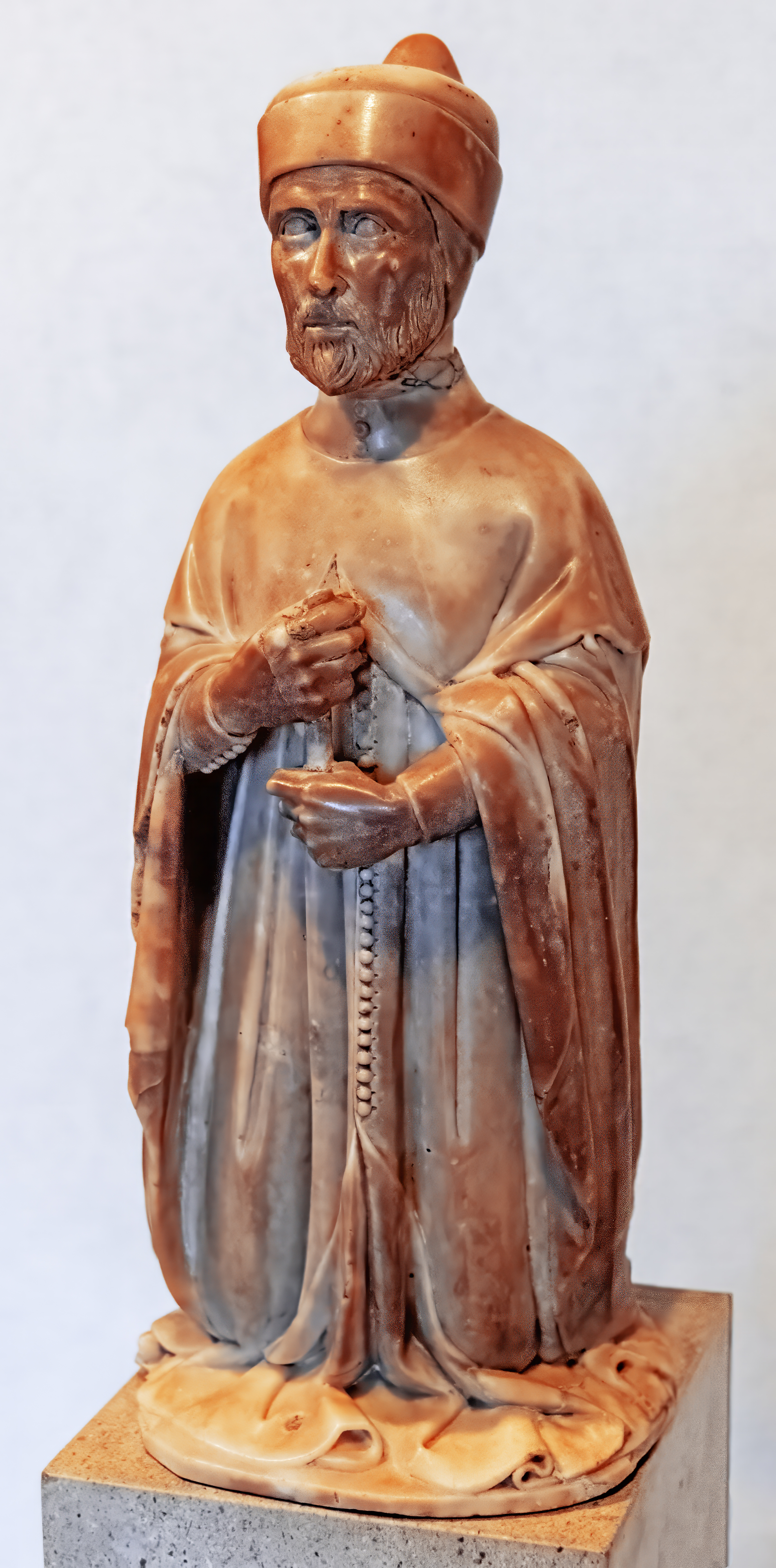
Venier rappresentato in un'opera di Jacobello dalle Masegne conservata al Museo Correr di Venezia

Francesco Novello nel novembre 1388 venne ai patti con i milanesi accordandosi per la consegna di Padova, Treviso, Ceneda, Feltre, Belluno e tutti i territori ad esse subordinati. I Visconti non ostacolarono l'occupazione di Treviso e Ceneda da parte dei veneziani, che tornarono inoltre in possesso della torre del Curame e di Sant'Ilario, situate nelle zone di confine con Padova nei pressi dell'odierna Gambarare. Francesco Novello dovette rifugiarsi nell'Astigiano, sotto il controllo visconteo, ma in seguito riuscì a fuggire e ad assicurarsi l'appoggio di Firenze per la formazione di una lega anti-viscontea con il tacito assenso di Venezia, preoccupata questa volta per l'espansione di Milano. Nel 1390 riprese il possesso della signoria di Padova cacciando la guarnigione milanese e iniziando la lotta con Milano.
Nel marzo del 1398, Venezia firmò un'alleanza con la seconda lega anti-viscontea dopo aver inviato l'anno prima una flotta sul Po in soccorso dei Gonzaga di Mantova, ma mantenne un certo distacco dal conflitto al punto di firmare con i Visconti una tregua a nome degli alleati nel maggio 1398. L'anno dopo convinse Francesco Novello a rinnovare la subordinazione di Padova a Venezia e nel marzo del 1400 la Serenissima siglò la pace tra la lega anti-viscontea e Milano, accordo con il quale i partecipanti alla lega venivano posti sotto la protezione di Venezia. Durante il dogado di Venier, Venezia si espanse anche verso sud-ovest assicurandosi territori in Polesine.

#### Oltremare
Durante il suo dogado Venezia riacquistò l'isola di Corfù. Il 12 dicembre 1388 Maria d'Enghien (da non confondere con l'omonima cugina), figlia di Guglielmo, alla morte del marito Pietro Cornaro vendette Nauplia e Argo alla Repubblica di Venezia. I veneziani si insediarono a Nauplia ma prima che potessero entrare in possesso di Argo e dei territori attigui, la città fu occupata dalle truppe di Teodoro I Paleologo, tiranno di Morea. La zona di Argo cadde in mano ai veneziani solo nel 1394. In tal modo la Serenissima fu in grado di completare una sicura via di comunicazione con l'Oriente che passava per i suoi possedimenti di Corfù, Modone, Corone e Negroponte, l'odierna Eubea.
Durante il dogado di Venier, la grande espansione dell'Impero ottomano costituì una minaccia per i possedimenti in Grecia di Venezia costringendola a opere di fortificazione delle città che erano sotto il suo controllo. L'avanzata turca in Europa preoccupò l'intera cristianità e nel 1394 papa Bonifacio IX proclamò una crociata contro gli infedeli che venne accolta con scetticismo, anche per le divisioni createsi dal 1377 con lo Scisma d'Occidente. Venier contribuì mandando i suoi emissari nelle corti europee per sondarne la disponibilità. La crociata fu organizzata nel 1396 dal re d'Ungheria Sigismondo e vi aderirono la Francia, che inviò i suoi migliori cavalieri, l'imperatore bizantino Manuele II Paleologo, accerchiato dai turchi e in grado di fornire un apporto minimo, nonché Genova e Venezia, che misero a disposizione le proprie flotte ma non truppe di terra. La superiorità delle repubbliche italiane sui mari indusse il sultano ottomano Bayezid I ad evitare il confronto e a concentrarsi su una massiccia campagna con l'esercito. Le truppe ungheresi e francesi furono sbaragliate dai turchi nella battaglia di Nicopoli del 25 settembre 1396 e lo stesso Sigismondo si salvò a stento fuggendo su una nave veneziana.
Il primo attacco ottomano ai possedimenti veneziani fu portato nel 1397, le opere di fortificazione procedevano a rilento e vi fu la provvisoria conquista turca di Argo, a cui fece seguito un trattato di pace che restituì la città ai veneziani. Gli attacchi degli ottomani in questa zona nei decenni successivi avrebbero portato alla guerra turco-veneziana (1463-1479).

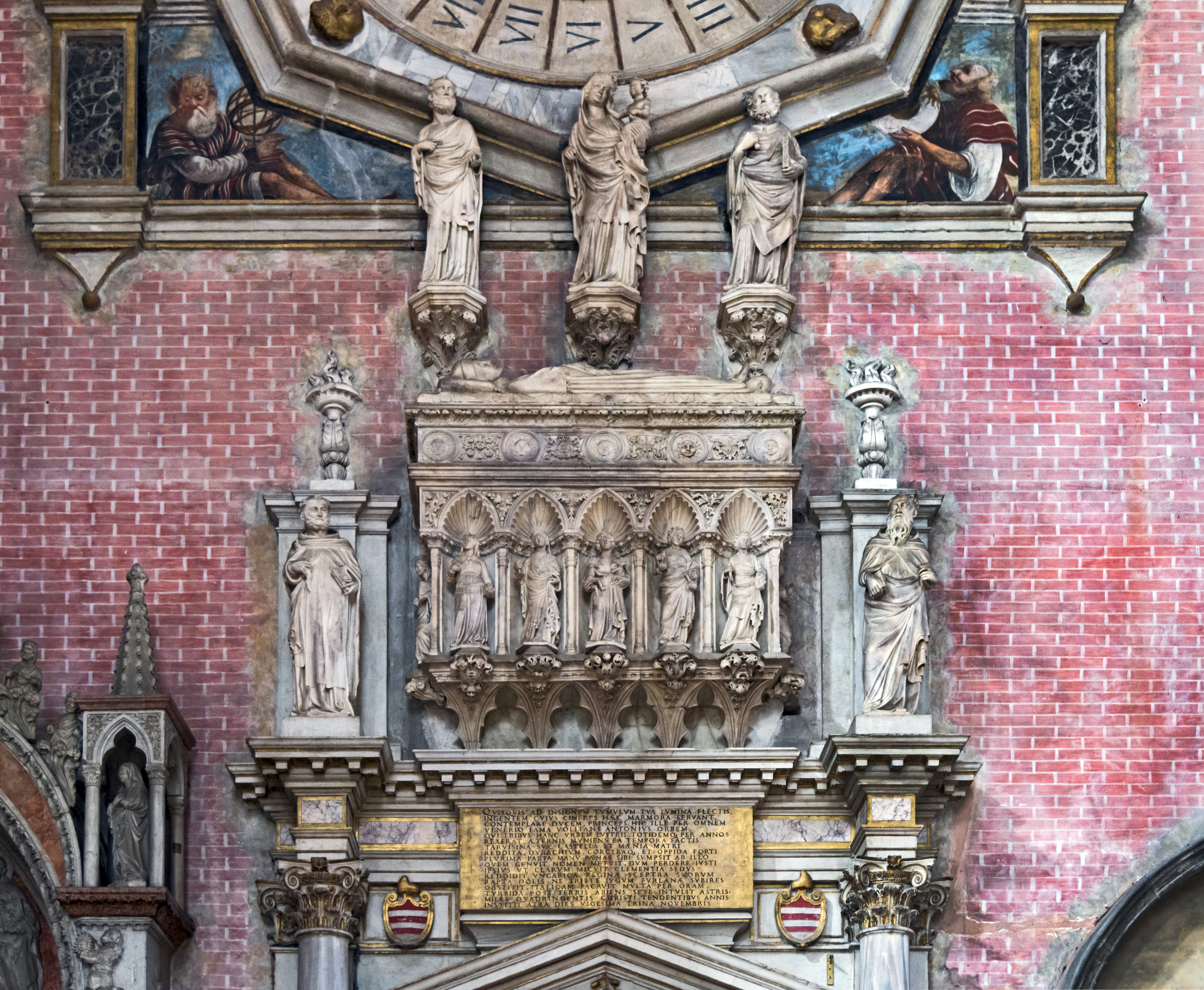
La tomba di Venier a San Zanipolo

## Morte
Dopo oltre diciotto anni di dogado, il 23 novembre 1400 il doge Antonio Venier si spegneva, forse consumato dalla tristezza per ciò che era avvenuto al figlio. Altre fonti riportano che la malattia e la morte furono dovute al dispiacere per non aver saputo appianare i contrasti e le divisioni createsi tra l'aristocrazia cittadina. Il corpo fu seppellito con tutti gli onori nella basilica di San Zanipolo di Venezia, dove tuttora riposa. Secondo alcune fonti, la dogaressa sua consorte morì pochi anni dopo.